# Paraseiulus erevanicus
Paraseiulus erevanicus är en spindeldjursart som beskrevs av Wainstein och Arutunjan 1967. Paraseiulus erevanicus ingår i släktet Paraseiulus och familjen Phytoseiidae. Inga underarter finns listade i Catalogue of Life.